# تايلر جونسون
تايلر جونسون (بالإنجليزية: Tyler Johnson)‏ هو لاعب كرة قاعدة أمريكي، ولد في 7 يونيو 1981 في كولومبيا في الولايات المتحدة.